# Software pro spolupráci

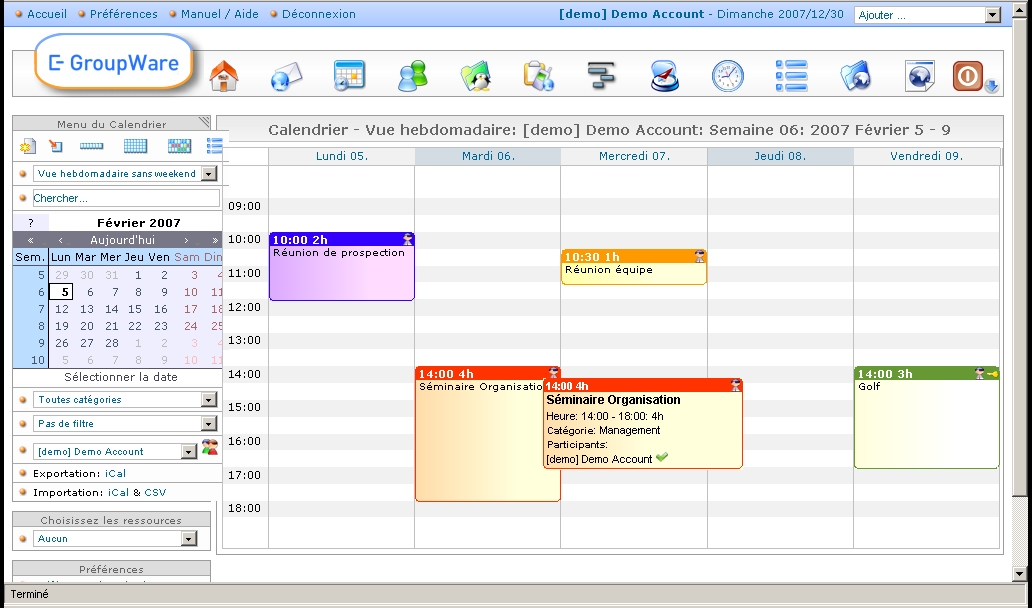
Kalendář v rámci programu EGroupware (open-source software pod licencí GNU General Public License version 2).

Software pro spolupráci, dříve groupware [ˈɡruːpweə(r) Amer ˈɡruːpwer]IPA, zahrnuje počítačové nástroje napomáhající ke spolupráci lidí (např. pracovníků) na nějakém společném díle. Pomocí nich jednotliví členové skupiny mohou komunikovat, sdílet různé dokumenty a organizovat svoji spolupráci.
Patří sem elektronická pošta, diskusní fóra, chaty, kalendáře, úkoly, úložiště dokumentů, různé „wiki“ nástroje a další.
Existují jak dílčí aplikace naplňující tuto funkcionalitu, tak komplexní balíky (např. Lotus Notes [ˈləutəs ˌnəuts], eGroupware a další, viz anglický přehled produktů).
Software pro spolupráci může usnadnit práci virtuálních týmů a skupin pracujících na dálku.

## Počátky
Článek na anglickojazyčné Wikipedii uvádí jako předchůdce groupware systémů víceuživatelské textové hry. Například v roce 1978 vytvořil Roy Trubshaw, student britské Essex University, aplikaci MUD (Multi-User Dungeon). Dalším krokem byly tzv. BBS ([biːbiːˈes]; Bulletin Board System) – předchůdci dnešních diskusních fór. Uživatelé se připojili přes vytáčené připojení (dial-up [ˈdaiəl ˌap]) pomocí modemu k jinému počítači opatřenému též modemem a mohli spolu hromadně komunikovat pomocí textu.
Samotný výraz groupware byl zřejmě použit poprvé v roce 1987 v časopise Fortune Louisem S. Richmanem.
V počátcích 90. let 20. století využívala opravdové nástroje pro spolupráci americká vláda.

## Definice
Groupware je „programové vybavení, které umožňuje dvěma a více lidem navzájem komunikovat, kooperovat na společném díle a koordinovat jejich aktivity“, přičemž komunikace, kooperace a koordinace jsou tři formy spolupráce. Komunikací rozumíme výměnu zpráv, požadavků, instrukcí; kooperace je práce nad společnými dokumenty; koordinace znamená vzájemné sladění činností.
Ať už je společná úloha rozdělena na dílčí nezávislé části, nebo ne, musí kooperující lidé koordinovat své aktivity. Musí řídit závislost mezi těmito aktivitami, aby bylo možné kompletovat výsledky do jednoho celku. Komunikace je pak nezbytnou součástí koordinace.

## Komunikace
Komunikaci zajišťují různé systémy (či aplikace), například elektronická pošta, vývěsky (bulletin board) a diskusní fóra, živá diskuse (chat), videokonference a jejich různé kombinace.

## Kooperace
Aby mohla skupina lidí, která pracuje na společném projektu, kooperovat, potřebuje úložiště dokumentů, ve kterém je uchovávána a všem snadno dostupná kolektivní práce, a nějaký prostor k hromadné diskusi.

## Sdílení dat (správa dokumentů)
Systémy groupware obvykle zahrnují nějaký systém pro správu dokumentů (Document Management System). Každý tak má nejen přístup k dokumentům, které vytvořili ostatní, ale může je i sám upravovat.
Lepší systémy pro správu dokumentů umožňují nejen konkurenční přístup k jednomu dokumentu a řízení přístupu podle rolí pro jednotlivé skupiny uživatelů, ale též nabízí sledování přístupu, archivaci, správu verzí dokumentu a další funkce.

## Hromadná komunikace
Do prostředků umožňujících kooperaci patří též vývěsky, které například nabízí možnost sdílet data o otázkách a odpovědích nebo další znalosti ve skupině.
Vývěsky se podobají běžným internetovým diskusním fórům.

## Koordinace
Nezbytnou potřebou týmu je plánování schůzek či jiných společných událostí, čemuž napomáhá plánování času jednotlivých členů. Dále groupwarové systémy obsahují též nástroj pro zadávání úkolů a jejich kontrolu.
Rozlišujeme též specifické případy nástrojů pro týmovou spolupráci, například pro programátory. Tyto nástroje obsahují podporu pro programový kód a jeho sdílení, komentování atd.

## Přehled funkcí
Seznam převzat z literatury a doplněn:
- Elektronická pošta,
- osobní kalendář,
- skupinové plánování,
- správa dokumentů,
- workflow,
- konference, nástěnka, diskusní fórum,
- zadávání a sledování plnění úkolů,
- sdílený adresář dokumentů,
- podpora mobilních uživatelů,
- přístup přes Internet.

Workflow [ˈwəːkfləu] znamená automatizování oběhu některých dokumentů na základě počítačem vyhodnocovaných pravidel. Pokud například přijde do podniku objednávka a systém ji vyhodnotí podle kritérií jako objednávku, přesměruje ji automaticky na patřičné oddělení. Poté vyčkává na akci uživatele, po zamítnutí může objednávku smazat nebo archivovat, při schválení předat dalšímu člověku atd.

## Použití
Oblast uplatnění nástrojů pro podporu spolupráce je neomezená. Zdaleka nemusí jít jen o podnikové prostředí, kde pracují rozsáhlejší týmy. V omezené podobě (jen část funkcionality) je využívají různé skupiny lidí.
Může jít o:
- pracovní týmy a skupiny pracující na jednom nebo více propojených projektů,
- dálkově pracující skupiny,
- virtuální týmy ve virtuálních organizacích,
- studenti na školních projektech,
- týmy v zájmové činnosti, např. různé kluby apod.

Tento seznam určitě není vyčerpávající. Problémem je menší chuť na straně uživatelů, pokud jde o mimopodnikové aktivity (nechtějí se „organizovat“).
Konkurenceschopnost organizací může podpořit přeměna tradiční, hierarchické a funkčně definované organizační struktury na plošnou strukturu napříč funkčními skupinami bez respektování geografické lokality. A zde se právě uplatňuje groupware nabízející virtuální komunikační linky virtuálním pracovním skupinám.

## Kritický faktor
Nainstalování a nastavení groupwarového počítačového vybavení není všespásné řešení. Implementace „se významně odrazí v celkové změně vnitrofiremní kultury“. „Má dopad nejen na změnu charakteru práce, ale i na jednání a chování pracovníků“. Je důležité zainteresovat všechny zaměstnance, dostatečně je informovat a včas proškolit. Na místě je při zavádění groupware též dostatek trpělivosti.
Maximálního synergického efektu nasazení groupwarového produktu dosáhneme právě při zapojení všech členů skupiny a jejich používání většiny funkcionality.

## Sociální sítě
Konceptu groupwaru se podobají dnešní tzv. sociální sítě. I ty existující (jako např. Facebook) lze využít pro spolupráci při použití specializovaných aplikací třetích stran.
Web Forrester předvídá, že se nakonec sociální sítě a další Web 2.0 aplikace sloučí do jakýchsi platforem pro spolupráci, a přestanou existovat jako dílčí produkty.

## Příklady groupwaru
- ContactOffice
- Fujitsu TeamWare
- Google Apps (Google Docs, Groups, Calendar, GMail, Sites…)
- IBM Lotus Notes (klient) + Lotus Domino (server)
- IceWarp Server (Email server, Kalendář, Adresář, dokumenty, Chat, Voip)
- Kontact
- Mailfence
- Microsoft Outlook (klient) + Microsoft Exchange Server[8] (server)
- Microsoft Outlook (klient) + Kerio Connect (server)
- Netscape SuiteSpot = Netscape Communicator (klient) + servery Calendar, Collabra a Messaging.[pozn. 1]
- Novell GroupWise[9]
- OpenText
- Vignette
- Loomio
- Confluence — webová firemní wiki vyvinutá australskou softwarovou společností Atlassian
- a další, viz seznam na anglické Wikipedii.